# Бледный гладконос
Бледный гладконос (лат. Antrozous pallidus) — млекопитающее семейства гладконосых летучих мышей. Водится в Северной Америке от Британской Колумбии (Канада) до штата Керетаро в Мексике. В США не встречается восточней Канзаса.
Это довольно крупные летучие мыши: длина тела 9,2—13,5 см, размах крыльев до 38 см. Кожных выростов на морде нет. Глаза довольно крупные; уши широкие и бледно окрашенные. Окрас светлый, на верхней стороне тела варьирует от кремового до светло-коричневого; живот белый.
Обитают обычно в горной, каменистой местности, возле воды; по ночам встречаются над открытыми равнинами. Днёвки устраивают в обычных для летучих мышей местах — в пещерах, расщелинах скал, на чердаках зданий; ночью отдыхают в кронах деревьев. На кормёжку вылетают примерно через час после заката. Насекомых на лету ловят редко; вместо того, подхватывают их с поверхности земли или листьев. Помимо эхолокации на охоте им помогает прекрасный слух и неплохое зрение. Питаются жуками, сверчками и скорпионами. Брачный сезон продолжается с октября по февраль, однако овуляция и оплодотворение у самок происходит лишь в апреле. В помёте обычно 2 детёнышей (а не 1, как у большинства рукокрылых); они рождаются в начале июня, веся при рождении 3—3,5 г. К 4—5 неделям начинают совершать короткие полёты; к 8 неделям становятся самостоятельны. Летом самки с молодняком и самцы держатся по отдельности; зимуют вместе.